# Chevalier stagnatile
Tringa stagnatilis
Espèce
Statut de conservation UICN

 LC  : Préoccupation mineure
Le Chevalier stagnatile (Tringa stagnatilis) est une espèce d'oiseaux limicoles appartenant à la famille des Scolopacidae.

## Répartition

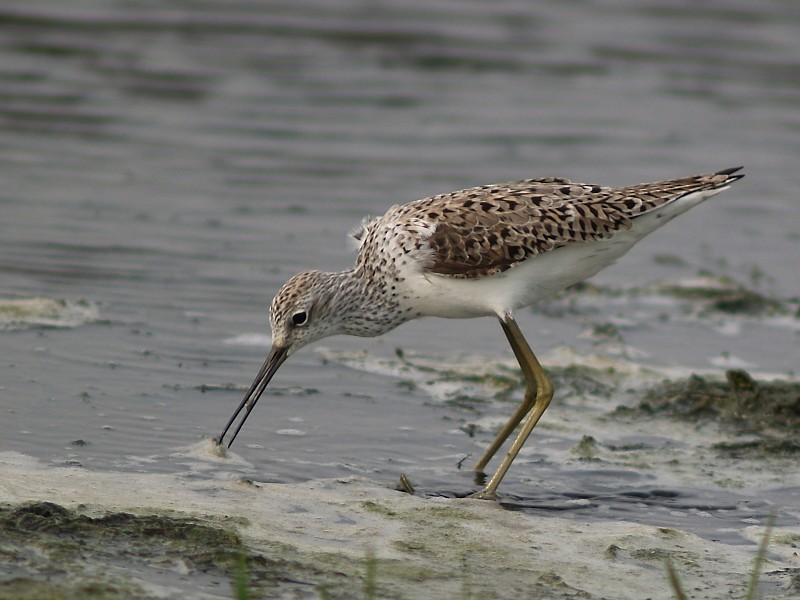

Son aire s'étend de l'Ukraine à la Manchourie ; il hiverne en Afrique, Asie méridionale et en Australasie.

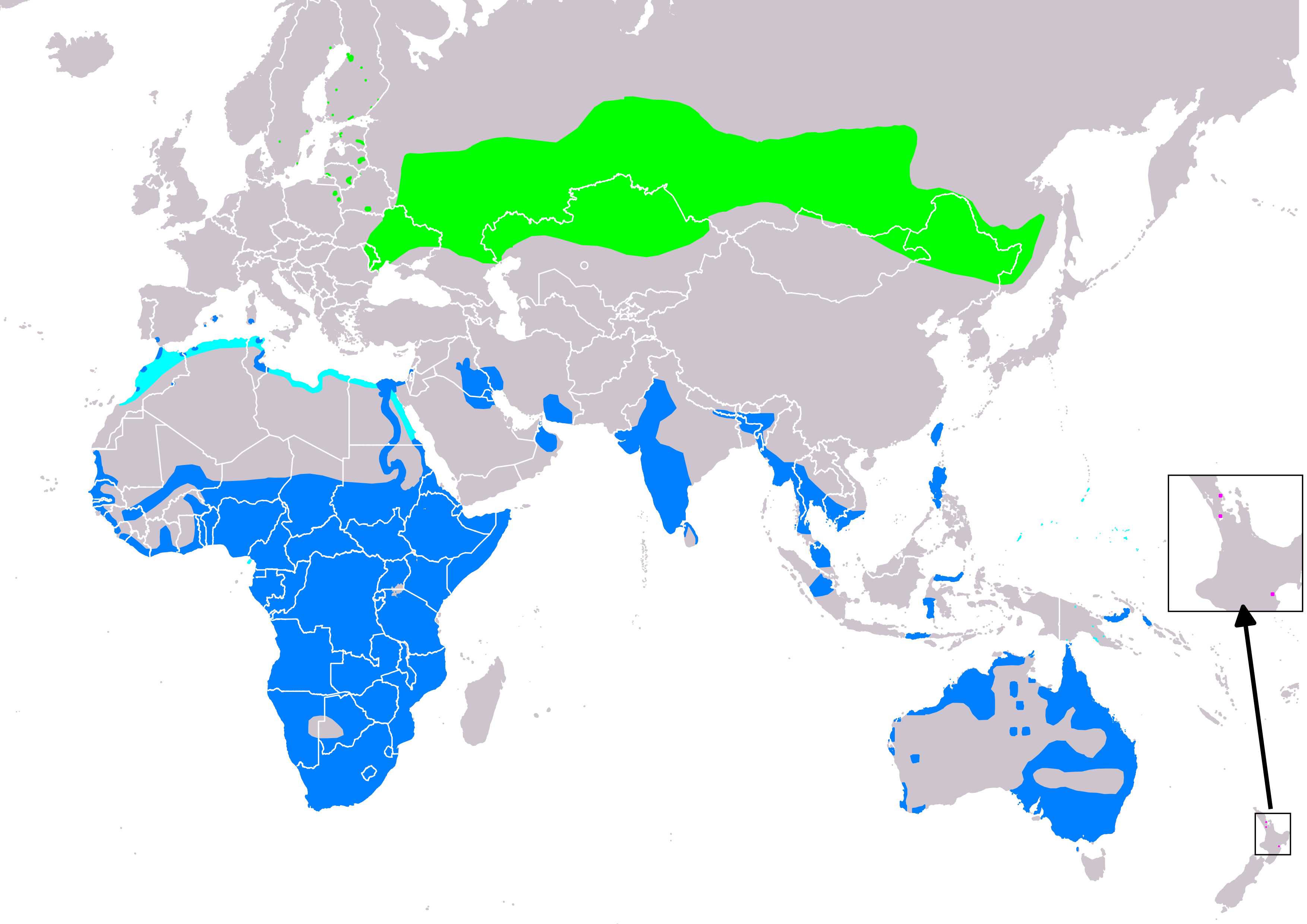
Aire de répartition du chevalier stagnatile

## Alimentation

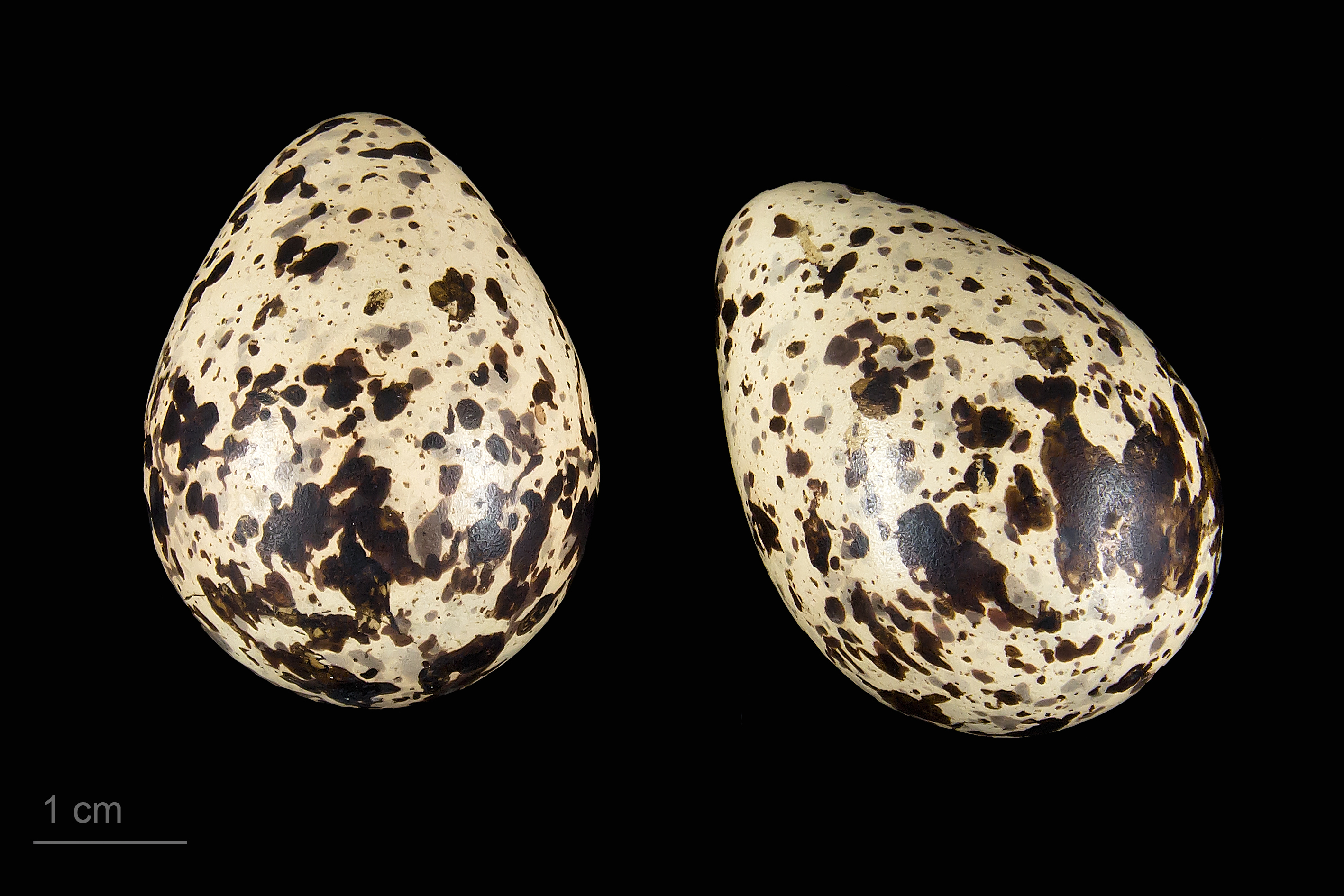
Tringa stagnatilis - MHNT

il se nourrit de petits insectes et crustacés, sur la vase ou à la surface de l'eau.

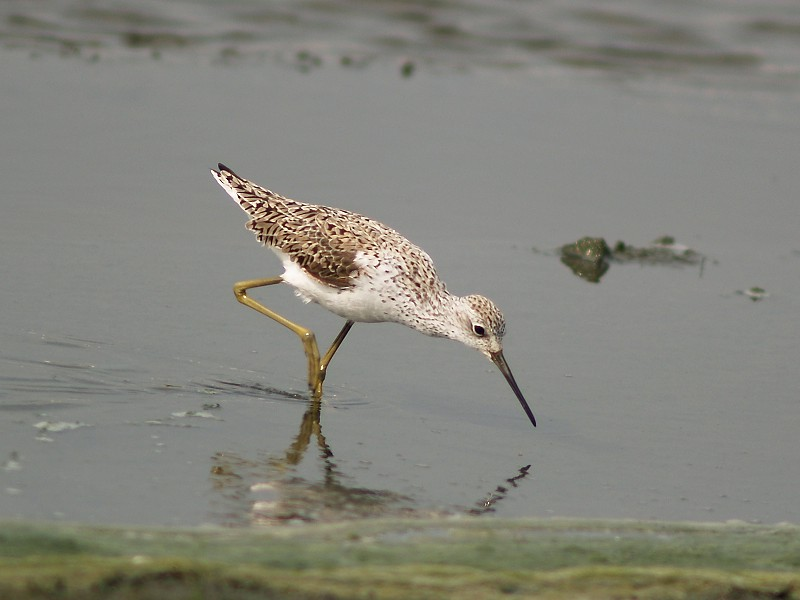